# Lucy (Vorname)
Lucy ist eine englische Kurzform des weiblichen Vornamens Lucia.

## Bekannte Namensträgerinnen

### A
- Lucy Ackerknecht (1913–1997), deutsche Psychotherapeutin und Autorin
- Lucy Akhurst (* 1975), britische Schauspielerin, Regisseurin und Filmproduzentin
- Lucy Alibar (* 1983), US-amerikanische Drehbuchautorin

### B
- Lucy Bacon (1857–1932), US-amerikanische Malerin und Kunstlehrerin
- Lucy von Barclay de Tolly (1886–1947), deutsch-baltische Malerin
- Lucy Baxley (1937–2016), US-amerikanische Politikerin; ehemalige Vizegouverneurin von Alabama (Demokratische Partei)
- Lucy Borchard (1877–1969), deutsche Reederin und Eigentümerin der 1905 in Hamburg gegründeten Fairplay Schleppdampfschiffs-Reederei Richard Borchardt
- Lucy Boryer (* 1965 oder 1966), US-amerikanische Schauspielerin
- Lucy Briers (* 1967), britische Schauspielerin
- Lucy Brown (* 1979), englische Schauspielerin
- Lucy Brown (* 1993), britische Tennisspielerin
- Lucy Burns (1879–1966), US-amerikanische Suffragette und Frauenrechtlerin

### C
- Lucy Cat (* 1994), deutsche Pornodarstellerin
- Lucy Chaffer (* 1983), australische Skeletonpilotin
- Lucy Charles-Barclay (* 1993), britische Triathletin
- Lucy Cohu (* 1968), britische Schauspielerin

### D
- Lucy van Dael (* 1946), niederländische Violinistin
- Lucy Davis (* 1973), britische Schauspielerin
- Lucy DeVito (* 1983), US-amerikanische Schauspielerin
- Lucy Diakovska (* 1976), deutsche Pop- und Musicalsängerin bulgarischer Herkunft und Mitglied der deutschen Girlgroup „No Angels“
- Lucy Doraine (1898–1989), ungarischer Stummfilmstar
- Lucy Dubinchik (* 1982), israelische Schauspielerin russisch-ukrainischer Abstammung
- Lucy Christiana Duff Gordon (1863–1935), britische Modeschöpferin und Designerin
- Lucy D’Souza-Krone (* 1949), indisch-deutsche Malerin

### E
- Lucy Ellmann (* 1956), britische Schriftstellerin

### F
- Una Lucy Fielding (1888–1969), australische Neuroanatomin
- Lucy Lee Flippin (* 1943), US-amerikanische Schauspielerin
- Lucy Fricke (* 1974), deutsche Autorin
- Lucy Fry (* 1992), australische Schauspielerin

### G
- Lucy Garner (* 1994), britische Radrennfahrerin
- Lucy Gartner (* 2002), österreichisch-US-amerikanische Schauspielerin
- Lucy Glanville (* 1994), australische Skilangläuferin und Biathletin
- Lucy Galló (20. Jh.), ungarische Eiskunstläuferin im Paarlauf
- Lucy Gordon (1980–2009), britische Schauspielerin
- Lucy Gossage (* 1979), britische Duathletin und Triathletin
- Lucy Gutteridge (* 1956), britische Schauspielerin

### H
- Lucy Hale (* 1989), US-amerikanische Schauspielerin und Sängerin
- Lucy Hayes (1831–1889), US-Amerikanerin; Ehefrau von US-Präsident Rutherford B. Hayes
- Lucy Hellenbrecht (* 1998), deutsches Model und Schauspielerin
- Lucy Hillebrand (1906–1997), deutsche Architektin
- Lucy-Jo Hudson (* 1983), britische Schauspielerin

### K
- Lucy Wangui Kabuu (* 1984), kenianische Langstreckenläuferin
- Lucy Kaplansky (* 1960), US-amerikanische Sängerin, Musikerin und Songwriterin

### L
- Lucy Lawless (* 1968), neuseeländische Schauspielerin, Filmproduzentin und Sängerin
- Lucy Lindhorn (1850–1919), deutsche Sozialarbeiterin und von 1893 bis 1917 erste weibliche Vorsitzende des Frauenerwerbvereins in Bremen
- Lucy R. Lippard (* 1937), US-amerikanische Schriftstellerin, Kunsttheoretikerin und Kuratorin
- Lucy Liu (* 1968), US-amerikanische Schauspielerin
- Lucy Lloyd (1834–1914), Mitarbeiterin von Wilhelm Bleek; sie leistete einen grundlegenden Beitrag bei der ethnologischen Erfassung südafrikanischer Kulturen

### M
- Lucy Mair (1901–1986), britische Sozialanthropologin
- Lucy Marlow (1932–2018), US-amerikanische Schauspielerin
- Lucy Mercer (1891–1948), Privatsekretärin von Eleanor Roosevelt und Mätresse des US-amerikanischen Präsidenten Franklin D. Roosevelt
- Lucy Millowitsch (1905–1990), deutsche Schauspielerin, Autorin und Theaterleiterin
- Lucy Maud Montgomery (1874–1942), kanadische Dichterin
- Lucy Morton (1898–1980), britische Schwimmerin und die erste europäische Olympiasiegerin in einem Einzelwettbewerb

### P
- Lucy Ann Polk (1927–2011), US-amerikanische Jazz- und Big-Band-Vokalistin
- Lucy Punch (* 1977), britische Schauspielerin

### R
- Lucy Redler (* 1979), deutsche Politikerin der Sozialistischen Alternative (SAV) und Mitglied in der Partei „Die Linke“
- Lucy Robinson (* 1968), britische Schauspielerin
- Lucy Russell (* 1972), britische Schauspielerin

### S
- Lucy Salani (1924–2023), transgeschlechtliche Überlebende eines Konzentrationslagers
- Lucy Scharenberg (* 1976), deutsche Kinderbuchautorin
- Lucy Ella von Scheele (* 2002), deutsche Kinderdarstellerin
- Lucy Scherer (* 1981), deutsche Musicaldarstellerin, Sängerin und Schauspielerin
- Lucy Scott (* 1971), britische Schauspielerin
- Lucy Shapiro (* 1940), US-amerikanische Entwicklungsbiologin
- Lucy Smith (1934–2013), norwegische Rechtswissenschaftlerin und Hochschullehrerin
- Lucy Stone (1818–1893), US-amerikanische Reformerin, Frauenrechtlerin, Abolitionistin und Publizistin

### T
- Lucy Tyler-Sharman (* 1965), ehemalige australische Bahnradsportlerin und heutige Trainerin

### V
- Lucy Vollbrecht-Büschlepp (1917–1995), deutsche Künstlerin

### W
- Lucy Walker (1836–1916), britische Alpinistin
- Lucy Walker, britische Dokumentarfilmerin und Filmproduzentin
- Lucy Walter (1630–1658), Tochter des walisischen Adeligen Richard Walter und Elizabeth Protheroe; Mätresse von König Karl II. (England)
- Lucy Wicks (* 1982), britische Volleyballspielerin

## Fiktive Namensträger
- Lucy Loud, Schwester von Lincoln Loud in der Zeichentrickserie Willkommen bei den Louds